# Bene Ajisz
Bene Ajisz (hebr. בני עי"ש; oficjalna pisownia w ang. Bnei Ayish) – samorząd lokalny położony w Dystrykcie Centralnym, w Izraelu.

## Historia
Osiedle zostało założone w 1951 przez żydowskich imigrantów z Jemenu.

## Demografia
Zgodnie z danymi Izraelskiego Centrum Danych Statystycznych w 2006 roku w mieście żyło 7,6 tys. mieszkańców, wszyscy Żydzi.
Populacja miasta pod względem wieku:
| Wiek (w latach) | Procent populacji w % |
| --------------- | --------------------- |
| 0-4             | 6,5%                  |
| 5-9             | 6,9%                  |
| 10-14           | 7,3%                  |
| 15-19           | 7,2%                  |
| 20-29           | 12,7%                 |
| 30-44           | 20,7%                 |
| 45-59           | 19,3%                 |
| ponad 60        | 19,5%                 |

## Komunikacja
Na północny wschód od miejscowości przebiega droga ekspresowa nr 40 (Kefar Sawa-Ketura).